# Tret'ja Liga
La Tret'ja Liga (in russo третья лига?, letteralmente Terza lega) era la quarta serie del campionato russo di calcio e costituiva l'ultimo livello professionistico della piramide calcistica russa.

## Storia
Attivato nel 1994, ebbe breve durata: al termine della stagione 1997, dopo appena quattro edizioni, la competizione fu chiusa; la quasi totalità delle squadre partecipanti fu iscritta di diritto alla Vtoroj divizion 1998.

## Formula
Il campionato er diviso in sei gironi all'italiana (tranne nell'ultima edizione quando i gironi furono cinque), con gare di andata e ritorno. L'attribuzione dei punteggi cambiò: nella prima edizione alla vittoria erano assegnati due punti, dall'anno successivo i punti per la vittoria passarono a tre. Per il pareggio era assegnato un punto, mentre nessuno in caso di sconfitta.
In tutti i gironi erano previste due promozioni, riservate alle prime due classificate; nel 1995 le promozioni dei Girone 1, 2 e 3 furono tre, mentre nel 1994 il Girone 4 prevedeva tre promozioni e il Girone 6 una sola. Non era previsto un vero meccanismo di retrocessione tra i dilettanti.

## Albo d'oro
| Anno | Girone 1                   | Girone 1             | Girone 2           | Girone 2                | Girone 3         | Girone 3             | Girone 4                  | Girone 4               | Girone 5       | Girone 5             | Girone 6            | Girone 6               |
| Anno | Vincitrice                 | Seconda Classificata | Vincitrice         | Seconda Classificata    | Vincitrice       | Seconda Classificata | Vincitrice                | Seconda Classificata   | Vincitrice     | Seconda Classificata | Vincitrice          | Seconda Classificata   |
| ---- | -------------------------- | -------------------- | ------------------ | ----------------------- | ---------------- | -------------------- | ------------------------- | ---------------------- | -------------- | -------------------- | ------------------- | ---------------------- |
| 1994 | Avtozapčast' Baksan        | Ėnergija Pjatigorsk  | Volgar' Astrachan' | SKA Rostov              | Spartak-D Mosca  | Saturn               | CSK VVS Kristall Smolensk | Gatčina                | SKD Samara     | Sokol-2 Saratov      | Sibir' Kurgan       | Metiznik Magnitogorsk  |
| 1995 | Olimp Kislovodsk           | Angušt Nazran'       | Avangard Kursk     | Lokomotiv Liski         | Don Novomoskovsk | Spartak-D Mosca      | Turbostroitel' Kaluga     | Dinamo San Pietroburgo | Zenit Penza    | Zavodčanin Saratov   | Ėnergija Čajkovskij | Amkar Perm'            |
| 1996 | Gekris Anapa               | Venec Gul'keviči     | Saljut-JuKOS       | Dinamo-Žemčužina-2 Soči | Dinamo-D Mosca   | Mosėnergo            | Orechovo                  | Volga Tver'            | Spartak Tambov | Volga Ul'janovsk     | Sodovik             | Uralec-TS Nižnij Tagil |
| 1997 | Lokomotiv Mineral'nye Vody | Mozdok               | Kuban' S.n.K.      | Rassvet Troickoe        | Dinamo-2 Mosca   | Chimki               | Zenit-2                   | Ėnergetik Uren'        | Zenit Penza    | Dinamo Perm'         | Non disputato       | Non disputato          |